# プロテウス航空
プロテウス航空(英語: Proteus Airlines)は、かつてフランス・コート＝ドール県に拠点を置いていた航空会社である。1986年に設立され、2001年に運航停止となった。

## 歴史
設立当初は、プロテウス・エア・システム (英語: Proteus Air System)というブランド名で運航していた。

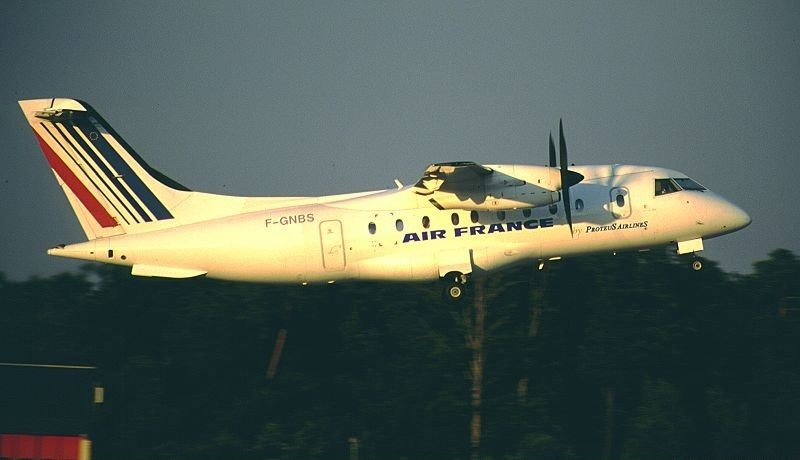
エールフランス塗装のドルニエ 328-110

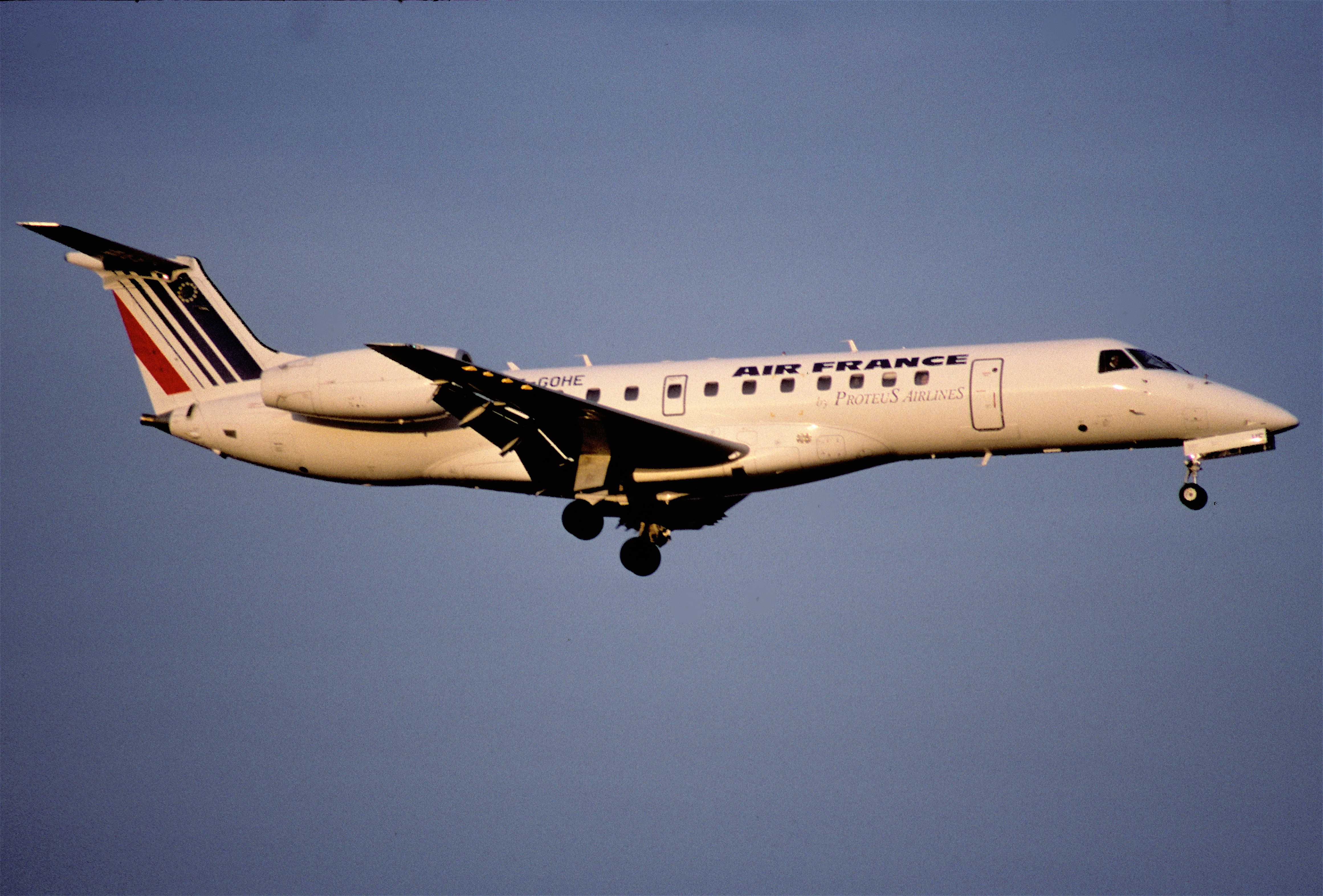
エールフランス塗装のERJ135ER

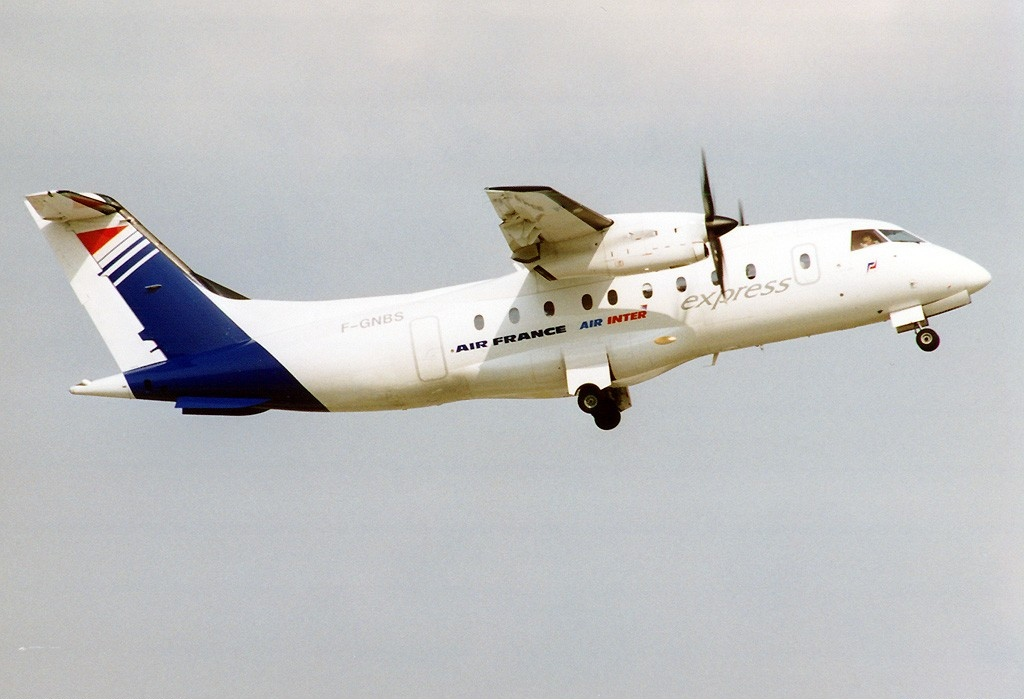
エールフランス-エールアンテール・エクスプレス塗装のドルニエ 328-110

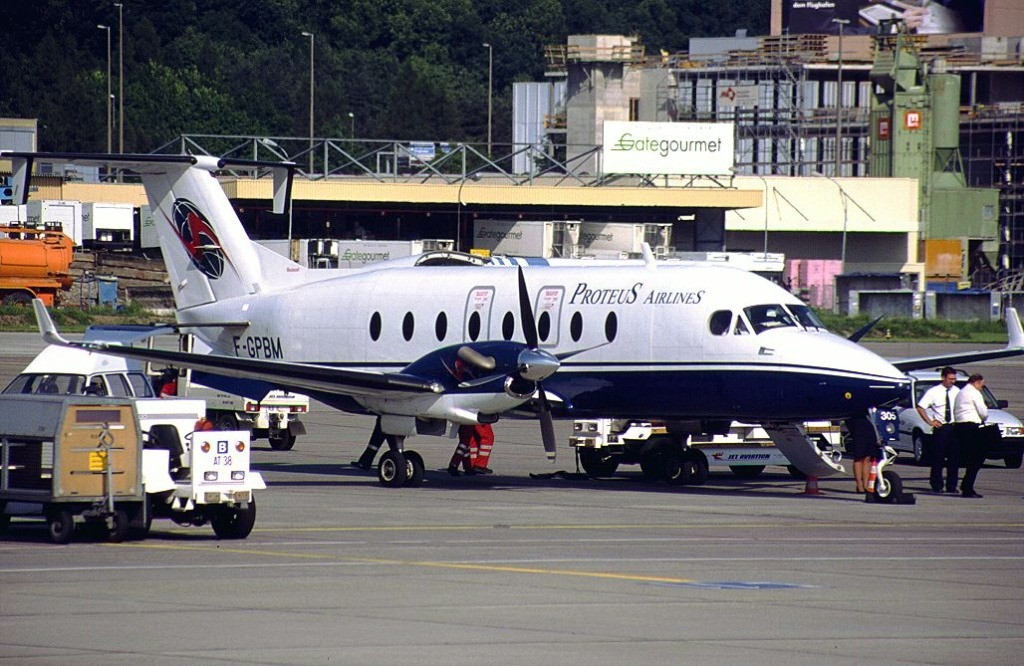
ビーチクラフト 1900D

- 1996年5月、定期便の運航に伴ってブランド名をプロテウス航空に改名。
- 1997年8月、エールフランスとフランチャイズ契約（英語版）を結ぶ。
- 1999年10月、地域航空会社であるフランドル・エア（英語版）を買収[1]。
- 2001年3月30日、プロテウス航空、フランドル・エア、リージョナル航空 (フランス)（英語版）の3社が合併しヨーロッパ・リージョナル航空（英語版）を設立。

## 事故
1998年7月30日、プロテウス航空706便がキブロン湾上空で個人所有のセスナ 177RGと空中衝突し、乗員乗客14名全員とセスナ機のパイロット1名、計15名が死亡した。事故の主な原因は、セスナ機がトランスポンダを作動させていなかった事だった。しかし航空情報業務 (AIS)の公表した文書によると、当時セスナは飛行中にトランスポンダを作動させなくても良いとされていた。